# Мирний (Усть-Тарцький район)
Мирний (рос. Мирный) — селище у Усть-Тарцькому районі Новосибірської області Російської Федерації.
Входить до складу муніципального утворення Дубровінська сільрада. Населення становить 71 особа (2010).

## Історія
Згідно із законом від 2 червня 2004 року органом місцевого самоврядування є Дубровінська сільрада.

## Населення
| 2002 | 2007 | 2010 |
| ---- | ---- | ---- |
| 106  | ↗108 | ↘71  |